# Eric Massin

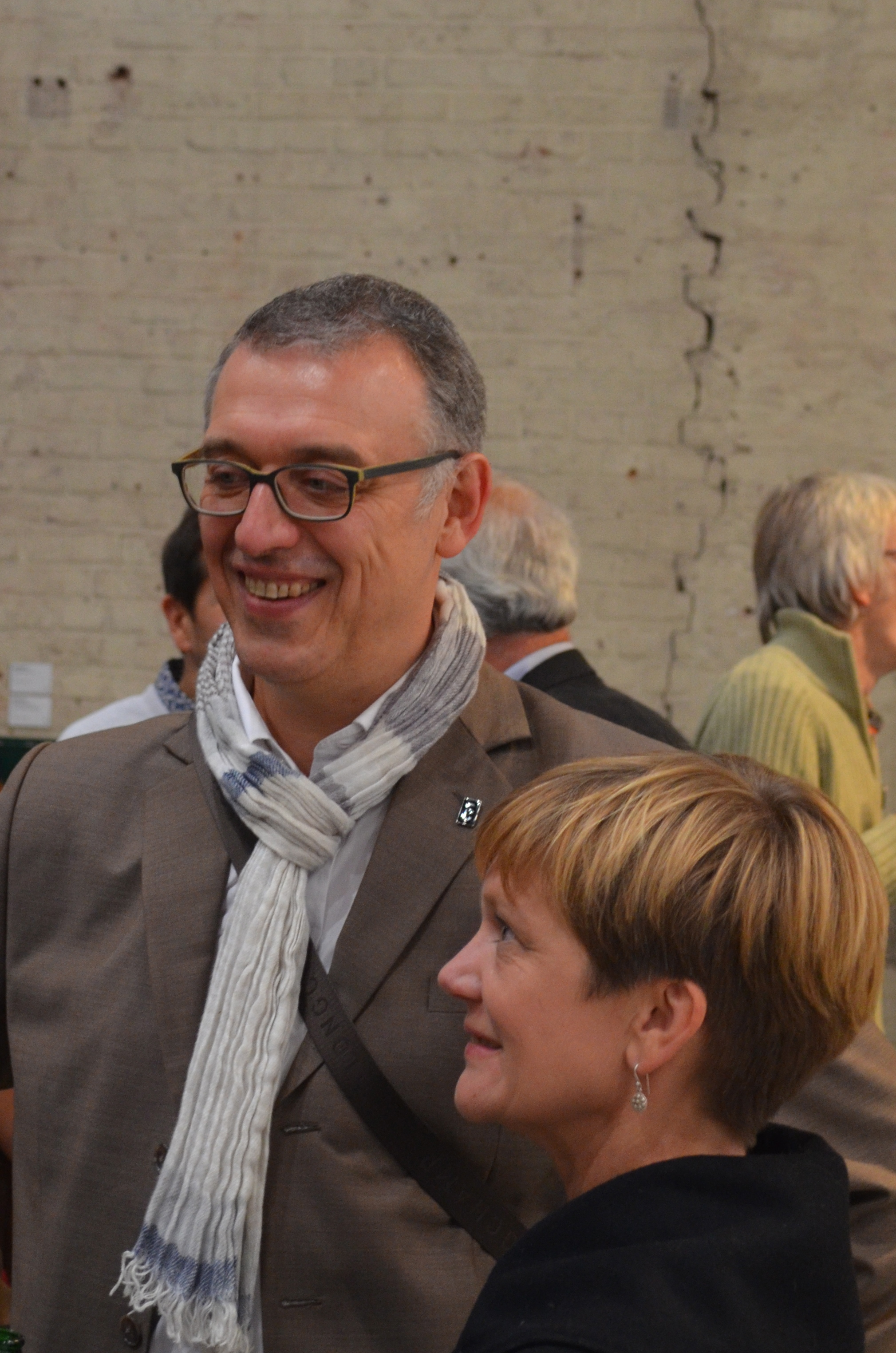
Eric Massin

Eric Massin (Charleroi, 9 juni 1963) is een Belgisch politicus voor de PS.

## Levensloop
Hij is van opleiding doctor in de rechten aan de ULB en werd beroepshalve advocaat. Hij begon zijn politieke loopbaan als voorzitter van de jongerenafdeling van de PS en als ondervoorzitter van de PS-federatie van het arrondissement Charleroi.
Voor de PS werd hij in juni 2003 voor de kieskring Henegouwen verkozen in de Kamer van volksvertegenwoordigers en bleef er zetelen tot aan de verkiezingen van 2007. Daarbij werd hij niet herkozen. Twee jaar later, bij de Waalse verkiezingen van juni 2009, werd hij verkozen in het Waals Parlement, maar hij nam zijn zetel niet op om zich toe te leggen op de lokale politiek in Charleroi. In mei 2014 werd hij weer verkozen in de Kamer, waar hij in mei 2018 ontslag nam om voltijds OCMW-voorzitter van Charleroi te worden.
In oktober 2006 werd Massin verkozen tot gemeenteraadslid van Charleroi, hetgeen hij bleef tot in december 2018. Van december 2006 tot februari 2012 was hij er schepen van Huisvesting, Stedenbouw en Grondregie. Begin februari 2012 werd hij door de PS voorgedragen als nieuwe burgemeester van Charleroi in opvolging van Jean-Jacques Viseur (CDH).  Na de gemeenteraadsverkiezingen van oktober 2012 werd hij als burgemeester opgevolgd door Paul Magnette. Vervolgens was Massin van januari tot november 2018 voorzitter van het OCMW.
In november werd Massin aangesteld tot voorzitter van de PS-federatie van het arrondissement Charleroi, een functie die hij eerder van juni 2006 tot januari 2012 uitoefende. Begin mei 2018 nam Massin ontslag uit deze functie nadat hij tijdens zijn 1 mei-toespraak burgemeester van Courcelles en MR-politica Caroline Taquin seksistisch had beledigd. In juni 2020 werd hij uiteindelijk veroordeeld tot het betalen van een boete van 800 euro voor het beledigen van Caroline Taquin.
Na de lokale verkiezingen van oktober 2018 werd Massin provincieraadslid van Henegouwen. Sinds december 2018 is hij gedeputeerde voor Sociale Actie en Hoger Onderwijs.

## Eretekens
- 2019: Ridder in de Leopoldsorde[6]